# Autour blanc
Tachyspiza novaehollandiae
Espèce
Statut de conservation UICN

 LC  : Préoccupation mineure
Statut CITES
L'Autour blanc (Tachyspiza novaehollandiae) est une espèce d'oiseaux de la famille des Accipitridae.

## Répartition
Cet oiseau vit le long des côtes du nord et de l'est de l'Australie.